# Ardes
Ardes é uma comuna francesa na região administrativa de Auvérnia-Ródano-Alpes, no departamento Puy-de-Dôme. Estende-se por uma área de 16,71 km². Em 2010 a comuna tinha 589 habitantes (densidade: 35,2 hab./km²).